# Dipturus tengu
Dipturus tengu és una espècie de peix de la família dels raids i de l'ordre dels raïformes.

## Morfologia
- Els mascles poden assolir 100 cm de longitud total.[3][4]

## Reproducció
És ovípar i les femelles ponen càpsules d'ous, les quals presenten com unes banyes a la closca.

## Alimentació
Menja invertebrats i peixos.

## Hàbitat
És un peix marí, de clima temperat i demersal que viu entre 45–165 m de fondària.

## Distribució geogràfica
Es troba a l'oceà Pacífic occidental: des del Japó fins al mar de la Xina Oriental. També és present a les Filipines.